# Masters de golf de 2011
Navigation
Masters 2010
Le Masters 2011 est la 75e édition du Masters qui se dispute annuellement à l'Augusta National Golf Club situé dans la ville d'Augusta dans l'État de Géorgie aux États-Unis. Il est dans le calendrier le premier des quatre tournois majeurs annuels reconnus par les trois principaux circuits professionnels (PGA Tour, Tour européen PGA et le Japan Golf Tour), suivent l'Open américain, l'Open britannique et le Championnat de la PGA.

## Différentes catégories de qualifications 2011
Les golfeurs invités doivent remplir au moins une de ces conditions :
- Les anciens vainqueurs du Masters.
- Les cinq derniers vainqueurs de l'Open américain, de l'Open britannique et du Championnat de la PGA.
- Les trois derniers vainqueurs du Players Championship.
- Les deux premiers du Championnat de golf amateur des États-Unis 2010.
- Le vainqueur du Championnat de golf amateur de Grande-Bretagne 2010.
- Le vainqueur du Championnat de golf amateur d'Asie 2010.
- Le vainqueur de l'US Amateur Public Links 2010.
- Le vainqueur de l'US Mid-Amateur 2010.
- Les seize premiers du Masters 2010.
- Les huit premiers de l'Open américain 2010.
- Les quatre premiers de l'Open britannique et du Championnat de la PGA.
- Les 30 premiers de la money list 2010 de la PGA Tour 2010.
- Les 30 golfeurs qualifiés au Tour Championship 2010.
- Les vainqueurs d'un tournoi PGA permettant la qualification au Tour Championship disputé entre le Masters 2010 et le Masters 2011.
- le top 50 de l'Official World Golf Ranking au 27 mars 2011.

## Déroulement du tournoi
Le Masters se joue sur quatre jours avec un parcours quotidien de 18 trous. Au total, les golfeurs ayant passé le cut auront disputé 72 trous (sans compter les play-offs). Au deuxième jour, les 48 premiers ou les golfeurs étant à dix coups du leader poursuivent le tournoi après le cut.

### 4ejour
Charl Schwartzel devient le troisième sud-africain à remporter le Masters après  Gary Player et Trevor Immelman